# Joué-en-Charnie
Joué-en-Charnie è un comune francese di 629 abitanti situato nel dipartimento della Sarthe nella regione dei Paesi della Loira.

## Società

### Evoluzione demografica
Abitanti censiti